# Lydus trimaculatus
Lydus trimaculatus là một loài bọ cánh cứng trong họ Meloidae. Loài này được Fabricius miêu tả khoa học năm 1775.